# Labazuy
Labazuy (Llavassui, en catalán, y Labazui, en aragonés) es un despoblado y municipio español desaparecido, actualmente se encuentra en el término de Gabasa, municipio de Peralta de Calasanz, situado en la Litera, provincia de Huesca, Aragón. Se trataba de cuatro masías, a un cuarto de hora entre cada una y situadas en un llano entre varios montes.

## Toponimia
Topónimo posiblemente de origen vasco, Labaz podría referirse a un cuerpo de agua, lago o barranco, por otra parte, el sufijo -ui, presente en la Ribagorza oriental y el Pallars, que significa «lugar de».

## Geografía
La localidad se encuentra a 763 m s. n. m. Alrededor del municipio se encuentra el monte de Labazuy, que da nombre a la zona.

### Urbanismo
Núcleos de población:
- Mas de Perat
- Mas Nou
- Mas de Chías
- Mas Nicolau

## Historia
La nobleza de Labazuy es documentada en el 1626, seguramente señores feudales de lo que luego comprendería el municipio de Labazuy. El municipio es documentado en el Diccionario geográfico-estadístico-histórico de España, escrito entre 1845 y 1850. Además, es documentado en el censo de 1847, en el censo de 1857 el municipio ya había desaparecido, integrándose al de Gabasa, se desconoce cuándo Labazuy desapareció como localidad. En las últimas décadas del siglo xx, las masías fueron quedando despobladas.

## Demografía
| 18            | -- | -- | -- |
| (Fuente: INE) |    |    |    |

- Entre 1842 y 1857 este municipio desaparece porque se incorpora al municipio de Gabasa.

## Lugares de interés

### Ermita de Santa María
Edificio románico del siglo xii, en la ruina total, del que únicamente se conservan los muros laterales. Era una iglesia de nave única con planta rectangular y cabecera semicircular. Realizado con sillares trabajados. Conserva un único elemento decorativo, una imposta biselada en los muros laterales. La bóveda era de medio cañón y la de la cabecera estaría cubierta con cuarto cañón de esfera. En una época desconocida fue ampliada ligeramente.